# Boss Level. Capcana timpului
Boss Level. Capcana timpului (în engleză Boss Level) este un film științifico-fantastic de acțiune bazat pe jocuri video care a fost regizat de Joe Carnahan după un scenariu de Carnahan, Chris Borey și Eddie Borey bazat pe o poveste a lui Chri și Eddie Borey. În rolurile principale au interpretat actorii Frank Grillo (ca soldat în rezervă al forțelor speciale care încearcă să scape dintr-o buclă de timp nesfârșită care duce la moartea sa), Mel Gibson, Naomi Watts și Michelle Yeoh.
Filmul a fost inițial anunțat în 2012 sub numele de Continue și a fost dezvoltat de Carnahan la 20th Century Fox, dar proiectul nu a avansat. Boss Level a fost anunțat oficial în noiembrie 2017 și a fost produs de Carnahan, Grillo, Randall Emmett și George Furla. Filmările au avut loc în statul american Georgia din martie până în mai 2018. Filmul a fost inițial lansat de Entertainment Studios Motion Pictures la 16 august 2019, dar au existat întârzieri. Astfel, a fost lansat în Statele Unite pe 5 martie 2021, de către Hulu. 
Coloana sonoră a fost compusă de Clinton Shorter. 
Cheltuielile de producție s-au ridicat la 45.000.000 de dolari americani și a avut încasări de  2.000.000 de dolari americani.

## Distribuție
Au interpretat actorii:
- Frank Grillo ca Roy Pulver
- Mel Gibson - Colonel Clive Ventor
- Naomi Watts - Jemma Wells
- Annabelle Wallis - Alice
- Ken Jeong - Chef Jake
- Will Sasso - Brett
- Selina Lo - Guan Yin
- Meadow Williams - Pam
- Michelle Yeoh - Dai Feng
- Mathilde Ollivier - Gabrielle
- Rob Gronkowski - Gunner
- Rio Grillo - Joe

În alte roluri: Sheaun McKinney ca Dave, expertul de supraveghere, Armida Lopez ca Esmeralda, șoferița, în timp ce în rolurile altor asasini interpretează: Buster Reeves ca Mr. Good Morning; Eric Etebari ca Roy #2; Quinton "Rampage" Jackson și Rashad Evans ca gemeni germani; Adam Simon ca Loudmouth și Aaron Beelner ca Marshall / Kaboom.